# Ulica Głogowska w Poznaniu
Ulica Głogowska – jedna z ważnych ulic Poznania, biegnąca od centrum miasta w kierunku południowym. 

## Historia i nazwy[1]
Po wyparciu z miasta Niemców w 1945 ulica stała się główną arterią najmniej zniszczonej części Poznania, jaką był wówczas Łazarz, na którym ulokowano większość urzędów (m.in. miejski i wojewódzki), działających już wtedy, gdy trwały jeszcze walki o Cytadelę. 7 marca 1945 ulicą przeszła uroczysta defilada zwycięstwa, którą poprowadził gen. bryg. Władysław Korczyc. Na trybunie honorowej (przy Urzędzie Wojewódzkim, późniejszym gmachu VIII LO) zasiedli m.in.: gen. Józef Sankowski, gen. Karol Świerczewski, gen. Aleksander Waszkiewicz, Michał Żymierski, Feliks Widy-Wirski, Feliks Maciejewski i Stanisław Szenic.
Kolejne nazwy:
- od 1900: Glogauer Straße (do Rynku Łazarskiego) / Lazarustraße (od Rynku Łazarskiego w kier. płd.-zach.)
- od 1919: ul. Głogowska (do Rynku Łazarskiego) / ul. Łazarska (od Rynku Łazarskiego w kier. płd.-zach.)
- od marca 1929: ul. Marszałka Focha[3]
- od 1939: Glogauerstraße
- od 1943: Grünberger Straße
- od 1946: ul. Marszałka Focha
- od 1949: ul. Konstantego Rokossowskiego
- od 1956: ul. Głogowska

## Charakterystyka komunikacyjna
Podczas niemieckiej okupacji ulica leżała w ciągu tzw. drogi Rzeszy (niem. Reichsstraße) o numerze 116, łączącej Wiedeń z Brnem, Wrocławiem, Poznaniem, Obornikami i Piłą.
W czasach Polski Ludowej, przypuszczalnie od lat 50. aż do połowy lat 80. pokrywała się z przebiegiem drogi państwowej nr 40 relacji Poznań – Wrocław oraz w latach 1962–1985 z drogą międzynarodową E83. Następnie od lutego 1986 roku, na mocy uchwały Rady Ministrów z 2 grudnia 1985 r. do 4 czerwca 2012 na odcinku od ul. Hetmańskiej do granicy administracyjnej miasta stanowiła odcinek drogi krajowej nr 5 oraz trasy europejskiej E261. Obecnie droga nr 5 poprowadzona jest południową i wschodnią obwodnicą miasta. Od 1 stycznia 2016 roku odcinek od skrzyżowania z ulicami Piotra Ściegiennego i Krzywą do węzła autostradowego Poznań Komorniki na granicy miasta wchodzi w skład drogi wojewódzkiej nr 196. Nazwa ulicy pochodzi od Głogowa, ze względu na jedno z ważniejszych dawniej miejsc docelowych na szlaku handlowym w kierunku na południe od Poznania.
W lutym 2020 roku w ramach uspokojenia ruchu dokonano zmiany organizacji ruchu na łazarskim odcinku ulicy – wprowadzono ograniczenie prędkości do 40 km/h, a w październiku tego samego roku na odcinku od skrzyżowania z ulicami Ryszarda Berwińskiego i Kanałową (przy Parku Wilsona) do ulicy Floriana Stablewskiego zredukowano liczbę pasów ruchu z dwóch do jednego, wyznaczając pas ruchu dla rowerzystów.
Tramwaj elektryczny na ulicy Głogowskiej pojawił się w kwietniu 1898 (konny nie docierał w ten rejon). Krańcówka znajdowała się przy ul. Niegolewskich. Już w maju tego samego roku przedłużono go do ul. Kosynierskiej. W 1928 linię znowu wydłużono, tym razem do Szosy Okrężnej, czyli dzisiejszej ul. Albańskiej. Obecna pętla została zbudowana w latach 60. XX wieku.

## Opisane obiekty
Od strony centrum, ku peryferiom:

- dworzec Poznań Główny (Dworzec Zachodni),
- dawny Urząd Przewozu Poczty
- pawilony targowe (Budynek administracyjny, Hala Przemysłu Ciężkiego, Hala nr 1, Pawilon 34, potem 102/103),
- konsulat Estonii,
- Wyższa Szkoła Umiejętności Społecznych w Poznaniu,
- Cmentarz żydowski z grobem Akiwy Egera,
- Łazarz,
- sołtysówka Adama Jeskego,
- restauracja Magnolia,
- Park Wilsona,
- pomnik Wilsona,
- budynek pod numerami 48/50,
- kamienica Suwalskich,
- Lejek Łazarski,
- kościół Matki Boskiej Bolesnej,
- Liceum KSW
- zespół łazarskich domów urzędniczych,
- Muzeum Piwa
- Osiedle Hetmańskie,
- Górczyn,
- siedziba MPK Poznań i zajezdnia tramwajowa S1 Głogowska,
- Wiadukt Kosynierów Górczyńskich,
- stacja kolejowa Poznań Górczyn,
- Kopanina,
- Szachty,
- Strumień Junikowski,
- Staw Rozlany.